# Танасоглу, Николай Георгиевич
Николай Георгиевич Танасоглу (гаг. Nikolay Tanasoglu; 1895—1970) — гагаузский писатель и педагог.

## Биография
Николай Танасоглу родился в 1895 году в селе Кириет-Лунга (ныне автономное территориальное образование Гагаузия, Молдавия). После окончания школы в родном селе поступил в Комратское реальное училище, которое окончил в 1917 году. С 1918 года занимался преподавательской деятельностью. После прихода советской власти в 1940 году он был назначен директором школы. После румынской оккупации в 1941 году он был отстранён от педагогической деятельности, и вернулся к преподаванию после возвращения советской власти в 1944 году, вновь став директором школы. За активную работу по ликвидации безграмотности в своём селе был избран делегатом на I Республиканский съезд учителей.
Литературную деятельность начал в конце 1940 годов. Писал сказки, легенды, баллады по мотивам гагаузского фольклора. В 1950-х годов в газетах публиковались его стихи. В сборник «Буджактан сесляр» («Буджакские голоса») вошли три его стихотворных произведения. После смерти Николая Танасоглу в 1970 году был издан его литературный сборник «Буджак, Буджак…», рассказывающий о жизни села в начале XX века.
Николай Танасоглу был одним из пионеров школьного обучения на гагаузском языке. В 1958—1962 годах участвовал в подготовке и публикации первых гагаузских учебников. Переводил на гагаузский язык классические произведения русской и румынской литературы.
В последние годы занимался составлением гагаузского словаря, но эта работа осталась неоконченной.

## Память
С 1993 имя Николая Танасоглу носит одна из центральных улиц города Чадыр-Лунга.